# Turma do Papa-Capim
A Turma do Papa-Capim é uma série de histórias em quadrinhos criada por Mauricio de Sousa e protagonizada por indígenas brasileiros.

## Personagens

### Principais
- Papa-Capim: (1963) - Um indiozinho curioso e de bom coração que ama os animais e tenta proteger a floresta onde vive a qualquer custo.
- Cafuné: (1966) - Esse indiozinho narigudo é um grande amigo de Papa-Capim. Ele costuma ser um tanto desastrado, mas sempre com boas intenções.
- Jurema: (1982) - Indiazinha que namora Papa-Capim.

### Secundários
- Pajé - O grande feiticeiro da taba. É velho e sábio.
- Cacique Ubiraci - Forte e guerreador, é o cacique da tribo. Admirado e invejado pelos indiozinhos pela sua força e valentia.
- Oncinho - um filhote de onça, amigo de Papa-Capim.

## Cenário
As aventuras Papa-Capim e seus amigos se passam na floresta amazônica. Não se sabe ao certo a localidade exata mas as histórias envolvem a natureza, os animais selvagens e, principalmente, mensagens ecológicas.
Geralmente há conflito (lê-se encontro) entre índios e brancos (ou caraíbas como eles chamam, que ora acaba pela expulsão destes da floresta (ocorre sempre quando aparecem mineradores e caçadores), ora acaba com amizade e até troca de objetos entre ambos(ex: lança por walk-man).
Em algumas histórias a área indígena, onde Papa-Capim e seus amigos vivem, está bem próximo da cidade, mas a cultura deles, na maioria das vezes, não sofre influência direta dos brancos, pois continuam andando de tanga, tiram seu sustento da floresta, consultam o pajé em caso de doença, admiram a lua (ou Jaci) etc. Possíveis explicações para isso são a ação do cacique Ubiraci, que frequentemente escorraça da selva caraíbas que aparecem para caçar, poluir ou desmatar, e a defesa natural proporcionada pelos bancos de areia movediça, que devem ser muito comuns na região, já que caraíbas que entram na selva sem más intenções normalmente se atolam num deles e são salvos por Papa-Capim ou por outros índios de sua tribo, como o menino da história Selvagens, publicada em Chico Bento 338, e o casal de uma história publicada em Chico Bento 78.

## Publicação
Além das tiras de jornal A Turma do Papa-Capim tem histórias publicadas em revistas da Turma da Mônica, porém, não teve título próprio com histórias inéditas, entretanto tiveram almanaques de republicações dividido com a Turma da Mata pela Panini Comics. Em Novembro de 2013, durante o Festival Internacional de Quadrinhos, a MSP anuncia a publicação de uma graphic novel protagonizada pela turma de indiozinhos, escrita por Marcela Godoy e desenhada por Renato Guedes.